# Episodi di Un tritone per amico (prima stagione)
La prima stagione della serie animata Un tritone per amico, composta da 13 episodi, è stata trasmessa in Canada, da Teletoon, dal 18 ottobre 1997 al 9 gennaio 1998.
In Italia è stata trasmessa su Italia 1 dal 24 settembre al 20 novembre 1999.
| n° | Titolo originale                        | Titolo italiano                   | Prima TV Canada  | Prima TV Italia   |
| -- | --------------------------------------- | --------------------------------- | ---------------- | ----------------- |
| 1  | Out with the Old, in with the Newt      | Un nuovo amico                    | 18 ottobre 1997  | 26 settembre 1999 |
| 1  | What Rock Through Yonder Window Breaks? | Una pietra biricchina             | 18 ottobre 1997  | 26 settembre 1999 |
| 2  | Nightmare on Friendly Street            | Mamma che paura!                  | 24 ottobre 1997  | 3 ottobre 1999    |
| 2  | A Snitch in Time                        | Spione in arrivo                  | 24 ottobre 1997  | 3 ottobre 1999    |
| 3  | Voyage to the Bottom of the Dump        | Un'allegra discarica              | 31 ottobre 1997  | 9 ottobre 1999    |
| 3  | Happy Blood Alter Ring to You           | Avventura in Perù                 | 31 ottobre 1997  | 9 ottobre 1999    |
| 4  | Mars Dilemma                            | Viaggio su Marte                  | 7 novembre 1997  | 10 ottobre 1999   |
| 4  | Saturday Night Fervor                   | La gara del sabato sera           | 7 novembre 1997  | 10 ottobre 1999   |
| 5  | Citizen Ned                             | Un sogno a due ruote              | 14 novembre 1997 | 17 ottobre 1999   |
| 5  | The Most Grating Show on Earth          | Un circo di guai per Ned          | 14 novembre 1997 | 17 ottobre 1999   |
| 6  | Jurassic Joyride                        | Alla scoperta dei dinosauri       | 21 novembre 1997 | 23 ottobre 1999   |
| 6  | Take a Hike                             | Tra i segreti del bosco           | 21 novembre 1997 | 23 ottobre 1999   |
| 7  | New Improved Zippo                      | Progresso si, progresso no?       | 28 novembre 1997 | 24 ottobre 1999   |
| 7  | What Big Rewrite Notes You Have         | Una favola incredibile            | 28 novembre 1997 | 24 ottobre 1999   |
| 8  | Home Alone with Frank                   | Una serata scatenata!             | 5 dicembre 1997  | 30 ottobre 1999   |
| 8  | The Lucky Penny                         | Il penny portafortuna             | 5 dicembre 1997  | 30 ottobre 1999   |
| 9  | Help Me, I'm Bald                       | La magia della TV                 | 12 dicembre 1997 | 31 ottobre 1999   |
| 9  | Planes, Trains, and Newtmobiles         | Un viaggio avventuroso            | 12 dicembre 1997 | 31 ottobre 1999   |
| 10 | Broken Record                           | Il recupero dei ricordi           | 19 dicembre 1997 | 6 novembre 1999   |
| 10 | Newton's Day Out                        | Un pescione esperto in storia     | 19 dicembre 1997 | 6 novembre 1999   |
| 11 | Can't See the Forest for the Tree Fort  | Un club super esclusivo           | 26 dicembre 1997 | 7 novembre 1999   |
| 11 | Saving Lummox                           | Un cagnone in pericolo            | 26 dicembre 1997 | 7 novembre 1999   |
| 12 | Newton Falls in Love                    | La prima cotta di Newton          | 2 gennaio 1998   | 14 novembre 1999  |
| 12 | Show Me the Money                       | La gara di atletica leggera       | 2 gennaio 1998   | 14 novembre 1999  |
| 13 | One Flu Over the Cuckoo's Nest          | Che sballo le faccende domestiche | 9 gennaio 1998   | 20 novembre 1999  |
| 13 | Mall Good Things Come to an End         | Compere in allegria               | 9 gennaio 1998   | 20 novembre 1999  |